# Noel Sharkey

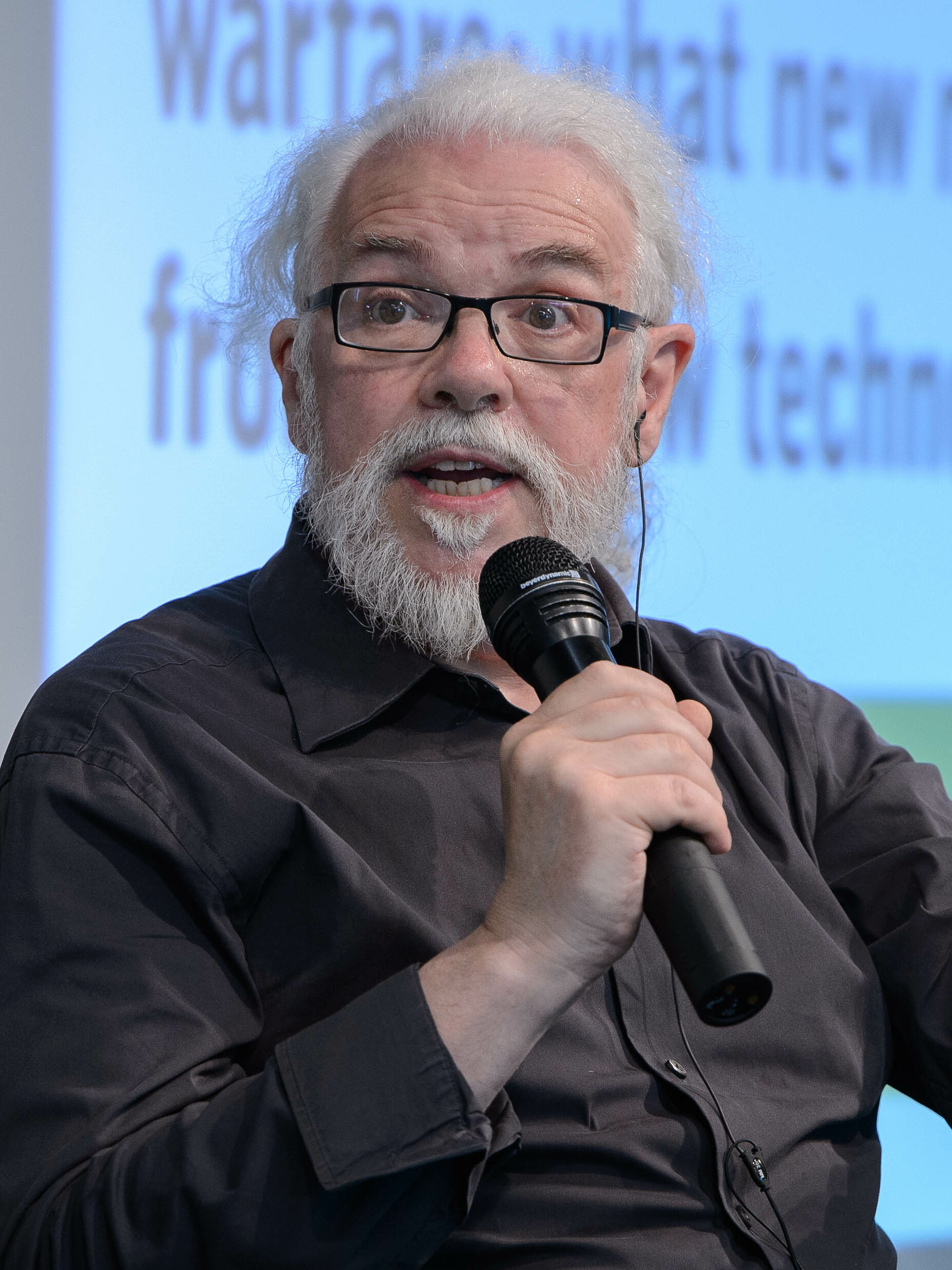
Noel Sharkey, 2013

Noel E. Sharkey (* 14. Dezember 1948 in Belfast) ist ein britischer Informatiker und Professor für künstliche Intelligenz und Robotik an der Universität Sheffield. Der Öffentlichkeit bekannt wurde er zum einen durch sein in den Fernsehshows Robot Wars und Techno Games sowie zum anderen durch die von ihm 2008 angestoßene Debatte über Ethik in der Robotik.
Sharkey forscht auf dem Gebiet des Maschinenlernens, der Kognition und der künstlichen Intelligenz.
Er ist Gründer und Chefredakteur des wissenschaftlichen Magazins Connection Science, und Redakteur der Zeitschriften Artificial Intelligence Review und Robotics and Autonomous Systems. Darüber gründete er weltweit mehrere Nachwuchswettbewerbe der Robotik.

## Werke
- Noel E. Sharkey: Models of Cognition: A Review of Cognitive Science. Ablex Publishing, Norwood, N.J. 1990, ISBN 978-0-89391-528-5.
- Noel E. Sharkey: Advances in Cognitive Science. Prentice Hall, 1986, ISBN 978-0-470-20346-0.

## Buchbeiträge
- Die Automatisierung der Kriegsführung: Was man von Drohnen lernen kann. In: Peter Strutynski (Hg.): Töten per Fernbedienung. Kampfdrohnen im weltweiten Schattenkrieg. Wien: Promedia, 2013. S. 151–169 ISBN 978-3-85371-366-2